# 大西洋標準時
| UTC-3:30 | ニューファンドランド標準時 （ニューファンドランド夏時間はUTC-2:30） |
| UTC-4    | 大西洋標準時（大西洋夏時間はUTC-3）                                 |
| UTC-5    | 東部標準時（東部夏時間はUTC-4）                                     |
| UTC-6    | 中部標準時（中部夏時間はUTC-5）                                     |
| UTC-7    | 山岳部標準時（山岳部夏時間はUTC-6）                                 |
| UTC-8    | 太平洋標準時（太平洋夏時間はUTC-7）                                 |
| UTC-9    | アラスカ標準時（アラスカ夏時間はUTC-8）                             |
| UTC-10   | ハワイ・アリューシャン標準時                                        |

| UTC+10 | チャモロ標準時 |
| UTC-11 | サモア標準時   |

大西洋標準時（たいせいようひょうじゅんじ、Atlantic Standard Time: 略称AST）は、協定世界時 (UTC) を4時間遅らせた標準時である。「-0400(AST)」のように表示する。
なお、夏時間では協定世界時より3時間遅れ、大西洋夏時間（Atlantic Daylight Time: 略称ADT）と呼ばれている。

## 該当地域

### 北米

#### カナダ

##### 州全域
- ニューブランズウィック州
- ノバスコシア州
- プリンスエドワードアイランド州

##### 州の一部地域
- ケベック州
  - マドレーヌ諸島
  - コート・ノール地域のうち、西経63度線以東（夏時間なし）
- ニューファンドランド・ラブラドール州
  - ラブラドール地方（南東部を除く）

#### その他
- グリーンランドのうち、チューレ空軍基地
- バミューダ（イギリス領）

### カリブ海地域
すべての地域で夏時間なし。

#### 独立国
- アンティグア・バーブーダ
- グレナダ
- セントクリストファー・ネイビス
- セントビンセント・グレナディーン
- セントルシア
- ドミニカ共和国
- ドミニカ国
- トリニダード・トバゴ
- バルバドス

#### 海外領土など
- アメリカ合衆国
  -  アメリカ領ヴァージン諸島
  -  プエルトリコ
- イギリス
  -  アンギラ
  -  イギリス領ヴァージン諸島
  -  モントセラト
- オランダ
  -  アルバ
  -  キュラソー
  -  サバ島
  -  シント・マールテン
  -  シント・ユースタティウス島
  -  ボネール島
- フランス
  -  グアドループ
  -  サン・バルテルミー
  -  サン・マルタン
  -  マルティニーク

## 主な該当都市
- アスンシオン
- ブリッジタウン
- カラカス
- シャーロットタウン
- ポートオブスペイン
- サンティアゴ・デ・チレ
- サントドミンゴ
- スクレ (ボリビア)
- バレンシア (ベネズエラ)
- ジョージタウン (ガイアナ)